# Quollastria imperialis
Quollastria imperialis is een bidsprinkhaankreeftensoort uit de familie van de Squillidae. De wetenschappelijke naam van de soort is voor het eerst geldig gepubliceerd in 1965 door Manning.